# Железнодорожный транспорт в Турции

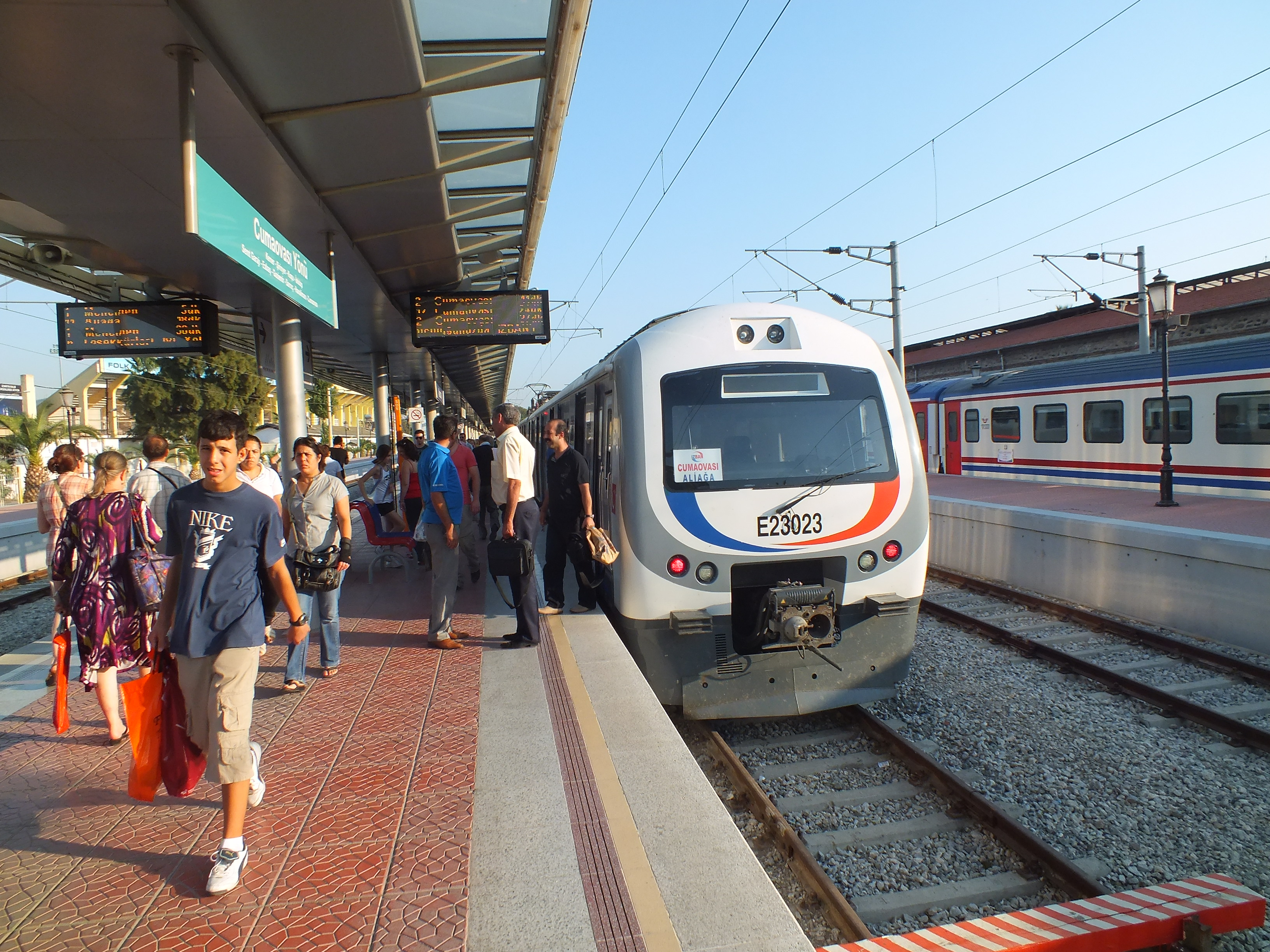
Высокоскоростной поезд E23023

Железнодорожный транспорт Турции — сеть железных дорог в Турции, находящаяся под управлением государственной корпорации «Турецкая железная дорога», основанной в 1927 году после распада Османской империи. Общая протяженность железных дорог — 12 710 км (2018).

## История
История железных дорог в Турции началась в 1856 году, когда была открыта первая железнодорожная линия в Османской империи, 130 км Измир — Айдын, которая была построена британской компанией. Между 1856 и 1889 годами дороги в Османской империи в основном строили британские компании. Однако, в период между 1889 и 1918 много железных дорог в Османской империи было построено немецкими компаниями ввиду политического союза между этими государствами.
В период 1856—1922 были проложены следующее линии общей протяженностью 9919 км:
- Румелия — 2383 км, 1435 мм
- Русе — Варна, 223 км, завершена в 1866 году британской компанией; связывает Дунай и Чёрное море.
- Конья — Багдад 2424 км, 1435 мм.
- Измир — Касаба 695 км, 1435 мм.
- Измир — Айдын 610 км, 1435 мм.
- Дамаск — Хама 498 км, 1067 мм и 1435 мм.
- Яффа — Иерусалим 86 км, 1435 мм.
- Бурса — Муданья 42 км, 1067 мм.
- Анкара — Яхшихан 80 км, 1067 мм.
- Дамаск — Медина 1300 км, 1067 мм.

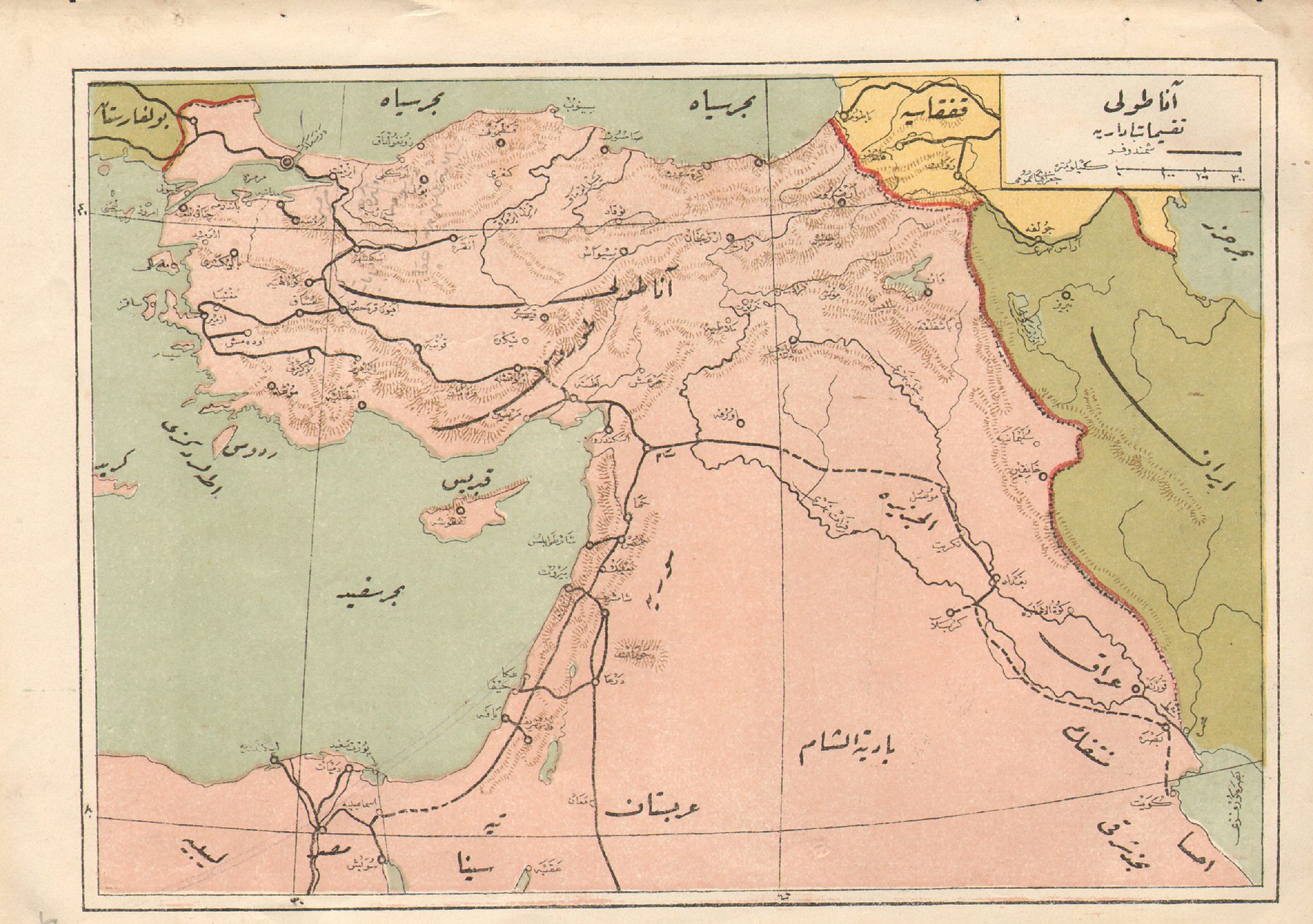
Карта железных дорог Османской империи накануне Первой мировой войны

Когда в 1923 году была образована Турецкая Республика, только 4000 км железнодорожных путей остались в пределах национальных границ Турции. Турецкая Республика унаследовала 2282 км железнодорожных линий с колеей 1435 мм, 70 км 1067 мм, принадлежащих иностранным компаниям, и 1378 км (1435 мм) под управлением правительства.
Позже Турецкая Республика национализировала иностранные линии и начала строительство новых, которые в основном соответствовали задачам индустриализации страны и были построены между 1932 и 1936 годами главным образом для транспортировки железа и угля.
Несмотря на финансовый дефицит и Великую депрессию, которая сказалась на турецкой экономике, строительство новых железнодорожных линий продолжалось. Подавляющее большинство (3208 км) из 3578 км новых линий, построенных между 1923 и 1950, были завершены до 1940.
В этот период была принята программа о широком использовании железных дорог в национальной экономике. Ставились следующие цели:
- Соединение потенциальных центров производства и природных ресурсов
- Соединение центров производства и потребления с морскими портами, а также расширение связей с сельскими районами страны
- Соединение слаборазвитых районов с более развитыми регионами страны, для того чтобы ускорить экономический рост и прогресс в социальной сфере
- Укрепление национальной безопасности

Благодаря этой политике города Кайсери (1927), Сивас (1930), Малатья (1931), Нигде (1933), Элязыг (1934), Диярбакыр (1935) и Эрзурум (1939) были включены в железнодорожную сеть Турции.
Эти цели были достигнуты в два этапа:
- 1. Несмотря на финансовые проблемы, были национализированы железнодорожные линии, принадлежащие иностранным компаниям.
- 2. Поскольку большинство железных дорог было сосредоточено в западных провинциях Турции, требовалось соединить центральные и восточные районы страны с крупными торговыми центрами и морскими портами. В этот период построены линии:
- Анкара — Кайсери — Сивас.
- Сивас — Эрзурум.
- Самсун — Калин (Турция).
- Ырмак — Фильёс.
- Адана — Февзипаша — Диярбакыр.
- Сивас — Четинкая.

В период с 1935 по 1945 год существующие железные дороги в разных районах страны были связаны друг с другом. Это сократило расстояния, например, между Анкарой и Диярбакыром с 1324 км до 1116 км.
После 1960 года большая часть финансовых средств была направлена на строительство автомагистралей, в ущерб железным дорогам. Из-за такой политики в период с 1950 по 1980 год ежегодно строилось в среднем лишь 30 км новых железных дорог.
В середине 1980-х годов из-за строительства новых автомагистралей финансирование железнодорожного строительства было урезано. В это время не только не строятся новые линии, но и старые приходят в упадок.

## Современное положение

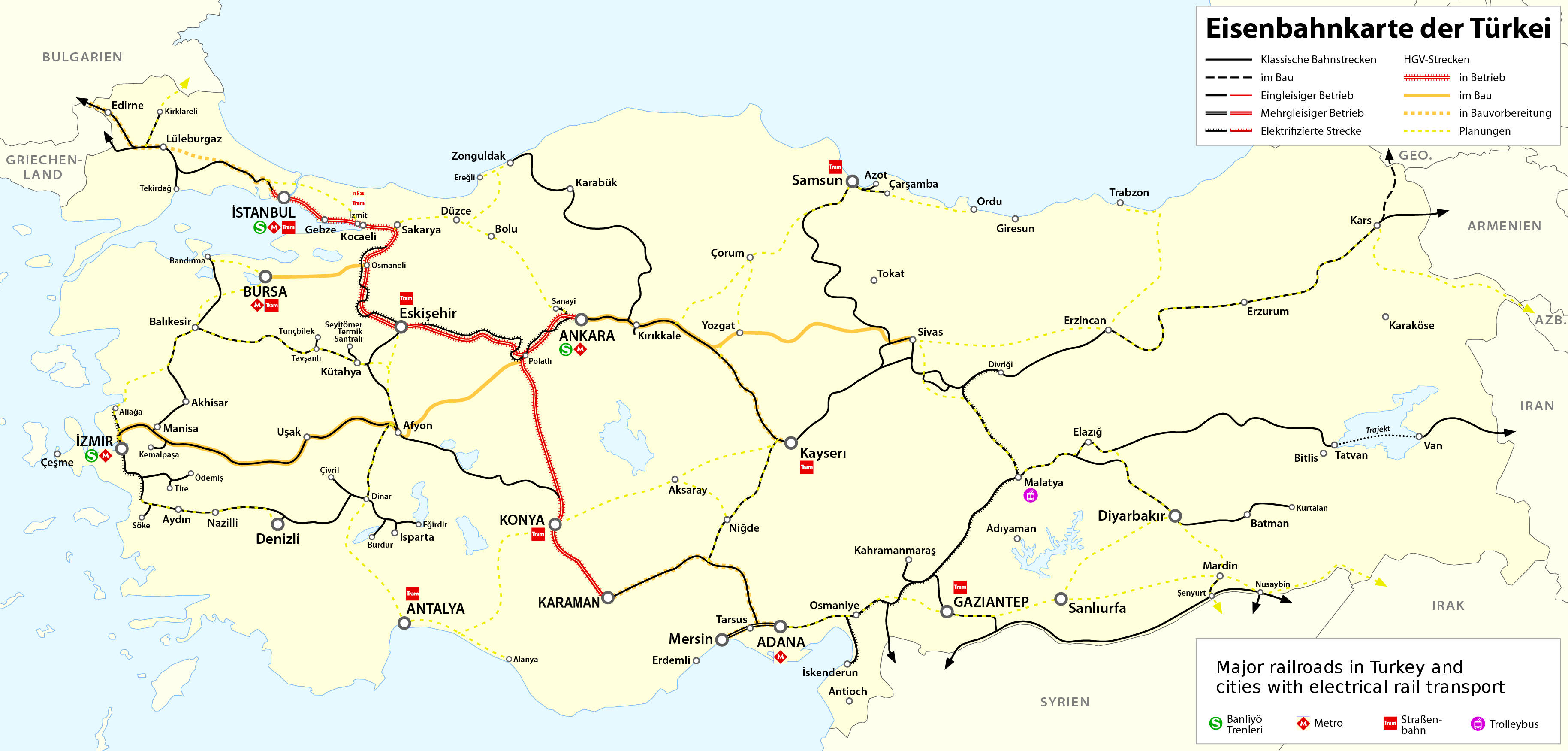
Современная карта железных дорог Турции

В начале 2000-х начаты новые крупномасштабные проекты. Приобретён первый высокоскоростной поезд TCDD HT65000 компании CAF(Испания). Он способен развивать максимальную скорость 260 км/ч. Для производства новых поездов для турецкой сети в 2007 году создано EUROTEM (совместное предприятие южнокорейского ROTEM и турецкого TÜVASAŞ). Планируется выпускать поезда с максимальной скоростью до 352 км/ч (HSR-350X) и 330 км/ч (KTX-II) соответственно.
29 октября 2013 года открыт туннель Мармарай. Он проходит под водой через пролив Босфора и соединяет европейские и азиатские железнодорожные пути Турции.
На 2022 год системой скоростного железнодорожного сообщения охвачены 8 из 81 провинции Турции. Высокоскоростные поезда курсируют на линиях Анкара — Эскишехир, Эскишехир — Стамбул, Конья — Караман и Анкара — Сивас.
Между Анкарой и Карсом курсирует «Восточный экспресс».
С апреля 2024 года будут запущены маршруты Анкара — Диярбакыр и Анкара — Татван.
На февраль 2024 года осуществляется строительство высокоскоростной ветки Кырыккале — Чорум — Самсун до черноморских провинций. Ветка сократит сообщение между Анкарой и Самсуном с 7 часов до 2 часов 45 минут.
Главной задачей является охват скоростными поездами всей территории Турции.

## Электрификация
В Турции принят стандарт электрификации 25 кВ, 50 Гц. Первой была электрифицирована линия от Сиркеджи до Соджуксу (1955). Пригородная линии от станции Хайдарпаша в Гебзе была электрифицирована в 1969 году; в Анкаре же пригородные электропоезда появились в 1972 году на линии Синкан — Каяш.
К 6 февраля 1977 года была электрифицирована линия Гебзе — Адапазары. В 1994 году была электрифицирована Европейская линия из Стамбула в Эдирне, Капикуле и до болгарской границы. В том же году была электрифицирована линия Дивриги — Искендерун в восточной части Турции. В 2006 году были электрифицированы пригородные линии Измира.

## Железнодорожное сообщение с соседними странами
- Азербайджан (Азербайджанская железная дорога) — нет прямой связи, через Грузию — 1435 мм / 1520 мм
- Армения (Железнодорожный транспорт в Армении) — нет (железная дорога существовала до начала 1990-х годов)
- Болгария (Железнодорожный транспорт в Болгарии) — да — 1435 мм
- Греция (Организация железных дорог Греции) — да — 1435 мм
- Грузия (Грузинская железная дорога) — да — 1435 мм / 1520 мм
- Иран (Железнодорожный транспорт в Иране) — да — 1435 мм
- Ирак (Железнодорожный транспорт Ирака) — нет прямой связи, через Сирию — 1435 мм
- Сирия (Железнодорожный транспорт в Сирии) — да — 1435 мм

## Показатели
На 2019 год доля железнодорожного транспорта в грузовых перевозках Турции составила 3,13 % (33 млн тонн).